# Andreas Sander
Andreas Sander (Ennepetal, 13 giugno 1989) è uno sciatore alpino tedesco.

## Biografia

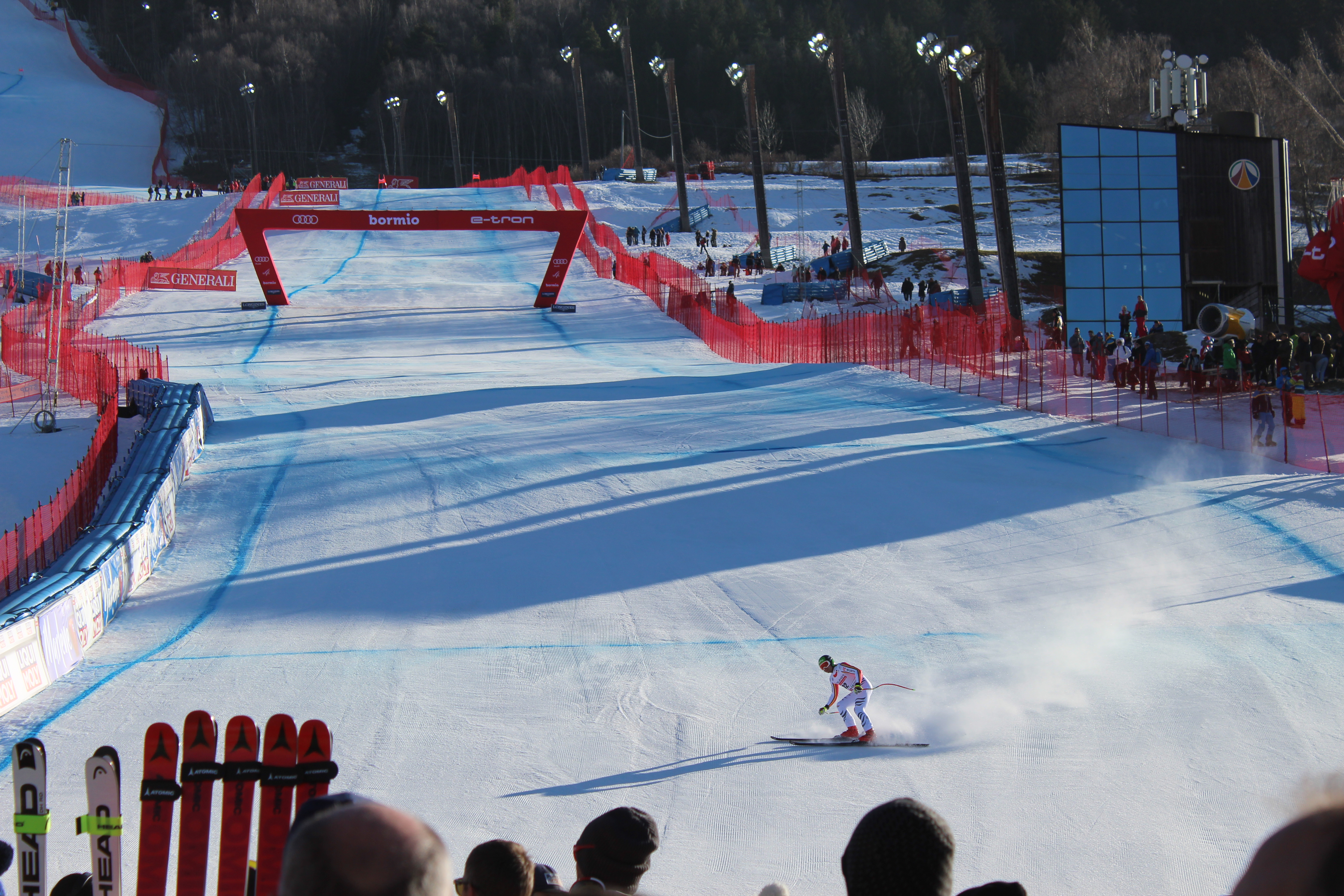
Andreas Sander al traguardo della Pista Stelvio di Bormio nel 2019.

Sander, originario di Ennepetal, ha esordito in gare FIS il 12 dicembre 2004 giungendo 54º in slalom speciale a Ebigenalp e in Coppa Europa il 5 febbraio 2007, piazzandosi 49º nella discesa libera tenutasi a Sarentino. L'anno seguente ha conquistato la medaglia d'oro ai Mondiali juniores di Formigal 2008 in supergigante e ha debuttato, nella stessa specialità, in Coppa del Mondo sul tracciato di Bormio, senza riuscire a concludere la prova.
Il 12 gennaio 2011 si è aggiudicato il primo podio in Coppa Europa piazzandosi 3º nella discesa libera di Innsbruck Patscherkofel, alle spalle dello svizzero Vitus Lüönd e dell'austriaco Johannes Kröll, e ha esordito ai Campionati mondiali: nella rassegna iridata di Garmisch-Partenkirchen è stato 21º nel supergigante e non ha concluso la discesa libera.
Ai Mondiali di Vail/Beaver Creek 2015 è stato 17º nella discesa libera, 23º nel supergigante e 23º nella combinata; nella stessa stagione l'atleta vestfaliano ha conquistato il suo primo successo in Coppa Europa, nella discesa libera disputata a Soldeu il 20 marzo. Ai Mondiali di Sankt Moritz 2017 si è classificato 8º nella discesa libera, 7º nel supergigante e 23º nella combinata. Ai XXIII Giochi olimpici invernali di Pyeongchang 2018, sua prima presenza olimpica, si è classificato 10º nella discesa libera e non ha completato la combinata; ai Mondiali di Cortina d'Ampezzo 2021 ha vinto la medaglia d'argento nella discesa libera e si è piazzato 9º nel supergigante e ai XXIV Giochi olimpici invernali di Pechino 2022 è stato 17º nella discesa libera e 8º nel supergigante. Ai Mondiali di Courchevel/Méribel 2023 si è piazzato 29º nella discesa libera, 9º nel supergigante e non ha completato la combinata; il 5 marzo dello stesso anno ha conquistato il suo primo podio in Coppa del Mondo, nel supergigante disputato ad Aspen (2º).

## Palmarès

### Mondiali
- 1 medaglia:
  - 1 argento (discesa libera a Cortina d'Ampezzo 2021)

### Mondiali juniores
- 1 medaglia:
  - 1 oro (supergigante a Formigal 2008)

### Coppa del Mondo
- Miglior piazzamento in classifica generale: 15º nel 2023
- 2 podi (1 in discesa libera, 1 in supergigante)
  - 1 secondo posto
  - 1 terzo posto

### Coppa Europa
- Miglior piazzamento in classifica generale: 31º nel 2015
- 4 podi:
  - 1 vittoria
  - 2 secondi posti
  - 1 terzo posto

#### Coppa Europa - vittorie
| Data          | Località | Paese   | Specialità |
| ------------- | -------- | ------- | ---------- |
| 20 marzo 2015 | Soldeu   | Andorra | DH         |

Legenda:

DH = discesa libera

### South American Cup
- Miglior piazzamento in classifica generale: 6º nel 2016
- 7 podi:
  - 2 vittorie
  - 1 secondo posto
  - 4 terzi posti

#### South American Cup - vittorie
| Data             | Località | Paese | Specialità |
| ---------------- | -------- | ----- | ---------- |
| 2 settembre 2015 | La Parva | Cile  | SG         |
| 5 settembre 2018 | La Parva | Cile  | SG         |

Legenda:

SG = supergigante

### Campionati tedeschi
- 16 medaglie[2]:
  - 9 ori (discesa libera, supergigante nel 2011; discesa libera, supergigante nel 2012; supergigante nel 2014; supergigante nel 2015; combinata nel 2016; supergigante nel 2022; discesa libera nel 2023)
  - 4 argenti (supercombinata nel 2011; discesa libera nel 2014; discesa libera, supergigante nel 2016)
  - 3 bronzi (supercombinata nel 2012; supergigante nel 2017; supergigante nel 2018)